# Данијела Мартиновић
Данијела Мартиновић (Сплит, 15. јул 1971) хрватска је певачица поп музике из Сплита. Наступа и позната је једноставно као Данијела.

## Биографија
Рођена у породици имућних локалних месара, Данијела је почела да пева од ране младости. Велики пробој је начинила почетком 1990-их када се придружила познатом саставу Магазин. Како је Магазин доминирао хрватском музичком сценом, тако је и Данијела постала једна од музичких националних икона. 1995. године састав је победио на Дори, хрватском избору за представника на Песми Евровизије, са песмом Носталгија, коју су на Евровизији извели са оперском певачицом Лидијом Хорват за шесто место, почетак серије одличних хрватских пласмана. У касним 1990-им годинама Мартиновићева напушта Магазин како би започела самосталну каријеру, али је наставила да сарађује са вођом састава, плодним композитором Тончијем Хуљићем. Данијела је 1998. године самостално победила на Дори са песмом Петра Граша Нека ми не сване и потом освојила 5. место са 131 поеном на Песми Евровизије 1998. у Бирмингему. Албум „Нека ми не сване“ продат је у преко 100.000 примерака, а наредни „И по свијетлу и по мраку“ (1999) у преко 45.000 за непуних месец дана - тако је Данијела била најтиражнији извођач како у Хрватској тако и у Словенији. У Македонији је 1999. проглашена за извођача године и одржала пет узастопних концерата у скопској Универзалној дворани.
Негде у исто време хрватска јавност је шокирана када је обзнањен њен развод од контроверзног музичара, ултра-десничарске и нео-усташке иконе Марка Перковића Томпсона (аутора хитова попут „Бојна Чавоглаве”, Гени камени, Пукни пушко и сличних). Био је то први пут да је јавност сазнала да је Данијела била у браку и многи су шпекулисали да је брак чуван у тајности на Хуљићев захтев. Како се Перковић као самодекларисани посвећени католик није могао поново оженити све док је Данијела жива, по Сплиту су осванули графити оптужујући њу за националну издају. 2006. године Мартиновићева и Томпсон су, међутим, добили званични црквени развод који им дозвољава поновно ступање у брак уколико то желе. Званичници Католичке цркве одбили су да обзнане разлоге развода.
Данијела Мартиновић је и даље једна од најпопуларнијих хрватских певачица и чест учесник Дора (2005, 2006). Одржала је неколико стотина концерата у протекле три године (2006). Изабела Мартиновић, Данијелина сестра, је певала за сплитски поп састав Стијене.

## Албуми
- Оаза
- Плеши са мном
- И по свјетлу и по мраку
- Зовем те ја
- Нека ми не сване (сингл)
- То мало љубави
- Најбоље године
- Божић с Данијелом
- Хитови

### Спотови
| Спот                     | Година | Режисер                     |
| ------------------------ | ------ | --------------------------- |
| Ти можеш лагат'свакоме   | 1996   | —                           |
| Зовем те ја              | 1996   | Зоран Николић               |
| Што сам ја, што си ти    | 1998   | Зоран Николић               |
| Добро је                 | 1998   | Катија Рестовић             |
| Нека ми не сване         | 1998   | Denis Wolfarth              |
| Издали ме                | 1998   | Зоран Николић               |
| Данима, годинама, сатима | 1999   | —                           |
| Седма година             | 1999   | —                           |
| Марке немам              | 1999   | —                           |
| Овако не могу даље       | 2001   | Зоран Пезо                  |
| То није то               | 2001   | —                           |
| Грубе ријечи             | 2001   | —                           |
| Плеши са мном            | 2001   | Горан Куленовић             |
| Живот стати неће         | 2005   | —                           |
| Једном се живи           | 2005   | —                           |
| Живим да живим           | 2011   | Vanja Vascarac              |
| Кључ                     | 2011   | Зоран Пезо                  |
| Пола, пола               | 2011   | Дарко Дриновац              |
| Бродолом                 | 2012   | —                           |
| Cappuccino               | 2013   | —                           |
| Заробљеник успомена      | 2013   | —                           |
| Распашој                 | 2013   | GITAK TV Split              |
| Једну за љубав           | 2015   | Tomato Production           |
| Дежурај                  | 2015   | Дарио Радусин               |
| Волим барабу             | 2016   | Филип Диздар                |
| Манта ме љубав           | 2016   | Дарко Дриновац              |
| Телефон                  | 2017   | Дарио Радусин               |
| Као прекјуче             | 2019   | Војан Коцетић, Pilot studio |
| Човјек без адресе        | 2020   | Дарио Радусин               |
| Љубав не одустаје        | 2021   | Дарио Радусин               |
| Фортуната                | 2022   | Дарио Радусин               |

## Фестивали
Сплит:
- Зумбули, '89
- Како би те смантала (са групом Делфини), '90
- Једном се живи, 2004
- На по' ми срце живи, 2007
- Ево мене, 2008
- Бродолом, Бронзани галеб трећа награда публике, 2012
- Cappuccino, награда за најбољи сценски наступ, 2013
- Наивно мало пиле, 2014
- Једну за љубав, Бронзани галеб трећа награда публике, 2015
- Фортуната, Бронзани галеб трећа награда публике, 2022

Мелодије хрватског Јадрана, Сплит:
- Нећу се вратити (као вокал групе Магазин), трећа награда стручног жирија, '93
- Симпатија (као вокал групе Магазин и дует са Маријом Бубић Маре), прва награда публике и Grand Prix, '94
- Злато љубави (као вокал групе Магазин), Сребрни галеб друга награда публике, '95
- Немам с киме дочекати зиме, '96
- Да је слађе заспати, најизвођенија песма фестивала, '97
- Чекала сам као жена, Сребрни галеб друга награда публике, '98
- Седма година, Сребрни галеб друга награда публике, '99
- Муко моја, 2000
- Одавно, заувијек, Бронзани галеб трећа награда публике, 2001
- Тако ми фалиш ти, 2002

Дора, Опатија:
- Носталгија (као вокал групе Магазин и дует са Лидијом Хорват), победничка песма, '95
- Нека ми не сване, победничка песма, '98
- За тебе рођена, треће место, 2005
- Очи од сафира, четрнаесто место, 2006

Евросонг:
- Носталгија (као вокал групе Магазин и дует са Лидијом Хорват), шесто место, '95
- Нека ми не сване, пето место, '98

Задар:
- Зовем те ја, '96
- Што сам ја, што си ти, '97

Загреб:
- Данима, годинама, сатима, '99

Хрватски радијски фестивал:
- Живот стати неће, 2003
- Ко ће тебе ми заминит, 2008

Сунчане скале, Херцег Нови:
- Једно те молим, 2005

CMC festival, Водице:
- Дежурај, 2015
- Волим барабу, 2016
- Немам мјеру, 2017